# Гиждалобод
Гиждалобо́д (тадж. Гиждалобод) — село в районе Рудаки Республики Таджикистан. Входит в состав джамоата (сельской общины) Чоряккорон района Рудаки.
Находится недалеко от г. Душанбе, на расстоянии 20 км от райцентра (пгт. Сомониён) и 1 км от центра общины (село Чоряккорон).
Население — 3195 чел. (2017).